# Berenwald
De heilige Berenwald, ook Byrnwald en Beornwald,  was een 8e-eeuwse priester. Hij wordt vereerd in Bampton. Zijn feestdag is op 21 december. In een koninklijk charter uit 1069 was sprake van een concessie aan "de heilige man van Bampton en de gemeenschap". Zijn cultus in Bampton werd vermeld in een martyrologium uit het begin van de 12e eeuw, waar hij als belijder staat vermeld. In een 15e-eeuws werk staat hij als priester en martelaar vermeld. Dit is waarschijnlijk dezelfde heilige als Sint Byrnwold die als belijder voorkomt in de "Leominster litanies" uit het begin van de 11e eeuw. Er duiken tot de reformatie af en toe vermeldingen op van zijn verering in Bampton. In het noordelijke transept van de parochiekerk zijn mogelijks 14e-eeuwse delen van een reliek bewaard.